# Marcel Bezençon
Marcel Bezençon, född 1 maj 1907 i Orbe i Vaud, död 17 februari 1981 i Lausanne, var en schweizisk radioman och fram till 1970 chef för Europeiska radio- och TV-unionen (EBU). År 1955 tog han upp idén om Eurovision Song Contest baserad på den italienska musiktävlingen San Remo-festivalen under ett möte i Monaco. Eurovision Song Contest är idag världens mest populära musikevenemang.
Priset Marcel Bezençon Award, grundat 2002, är uppkallat efter honom.